# Lautsprecherverlag
Der Lautsprecherverlag wurde 1996 von Johannes Finke gegründet. Seitdem erschienen dort u. a. die Buch-Dokumentation zu Christoph Schlingensiefs Kunstpartei Chance 2000, Lyrik unter anderem von Mathias Bach, Prosa u. a. von Jan Off und die Anthologien-Reihe Der Lautsprecher (Band 1–6), in der Autoren wie Philipp Schiemann, Marvin Chlada, Tanja Dückers, Stefan Kalbers oder Markus Orths veröffentlichten. In der seit Herbst 2006 bestehenden Reihe coast2küste erschienen Übersetzungen der lyrischen Werke von Jeff Tweedy und Jeffrey McDaniel.
2005 wurde der Lautsprecherverlag eine GmbH & Co. KG. Ab dem Herbst 2006 hatte er seinen Sitz in der Kulturdirektion am Hauptbahnhof Stuttgart. Seit dem 15. Juni 2007 besteht der Verlag nicht mehr.